# Минск и Бу
Минск (Minsc) и его ручной хомяк Бу (Boo) — персонажи серии компьютерных ролевых игр Baldur's Gate по миру Forgotten Realms.
Минск — воин-берсерк из Рашемена, далёкой страны на северо-востоке Фэйруна.

## Бу
Бу (Boo) — ручной зверь Минска, хомяк, с которым варвар время от времени (а начиная со второй части игры очень часто) разговаривает и утверждает, что понимает ответы. По заявлению Минска, Бу — гигантский космический хомяк (раса, существующая в Planescape) в миниатюре.
Бу не является фамильяром и занимает ячейку в инвентаре Минска без возможности извлечь его оттуда. Любые попытки игрока «убрать» хомяка из инвентаря жёстко пресекаются Минском.

## Прообраз

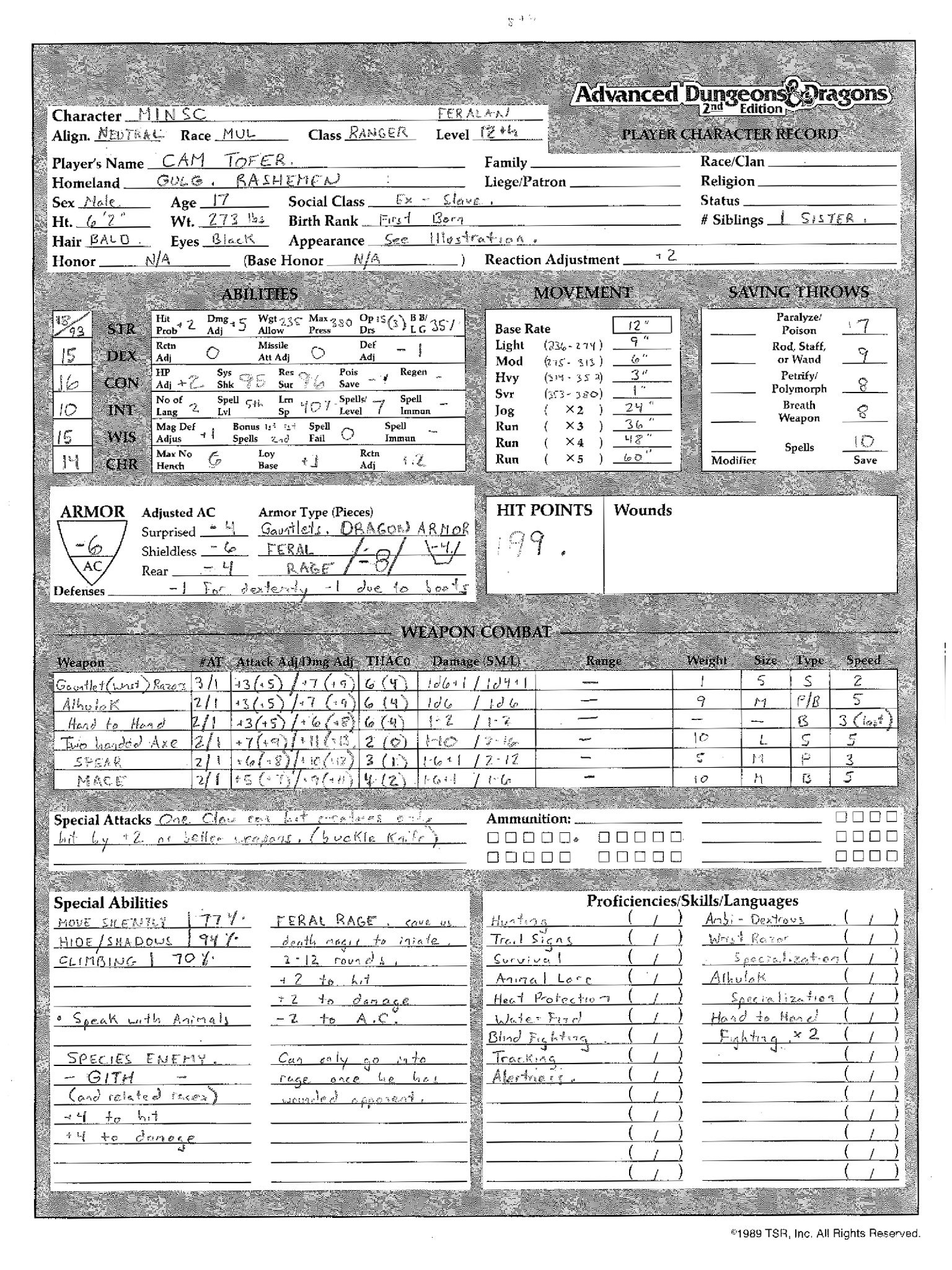
Лист персонажа

Прообразом Минска был персонаж Кэмерона Тофера, которым он управлял в настольных ролевых играх, «мастером подземелей» в которых был Джеймс Олин. В то время Кэмерон много играл в Civilization за русских, и его персонаж получил название одного из городов, который основывает эта цивилизация (в реальном мире совпадающее с названием столицы Белоруссии). Поскольку Тофер присоединился к игре после начала кампании, его персонаж отставал в развитии от персонажей других игроков, что усугублялось неудачными бросками, определившими низкое значение характеристики интеллекта. Когда персонаж получил возможность выбрать себе компаньона, им стал хомяк Бу — и Тофер вспоминал, что ему чаще приходилось управлять Бу, чем Минском, поскольку враги обычно в первых же раундах сражения вырубали Минска.

## Биография
Согласно сценарию игры, на Побережье Мечей, где разворачиваются события всех игр серии, Минска привело дежемма (dejemma) — ритуальное путешествие, обозначающее переход к зрелости и возможность занять место в берсеркерской ложе. Частью дежемма Минска была защита молодой ведьмы из Рашемен — Динахейр (Dynaheir).
Минск присоединяется к группе игрока и может пройти с ним все игры серии. Минск и Бу являются одними из самых популярных персонажей игры. Минск — бесшабашный рубака и простак, мечтающий о приключениях. Во время любой, даже самой незначительной потасовки поднимает дикий ор (особенно полюбившие этого персонажа игроки для достижения максимального эффекта снабжали Минска говорящим мечом). Он неразлучен с ручным хомяком по имени Бу. В игре он играет полукомическую роль, делая наивно-философские комментарии и подбадривая других персонажей. Внешне он выглядит как высокий, мускулистый человек с бритой налысо головой, покрытый шрамами и боевой раскраской.

### Baldur’s Gate
В первой части игры Минск присоединяется к партии главного героя в городе Нашкеле (Амн). При этом просит освободить свою ведьму (вичаларан) Динахейр из крепости Гноллов. Если долго не идти туда, Минск может уйти или даже стать враждебным партии. После освобождения они с Динахейр присоединяются и отсоединяются парой. В том же Нашкеле к компании может присоединиться злой маг Эдвин, который в свою очередь будет требовать от главного героя смерти Динахейр. Чью сторону принять — решать непосредственно игроку, однако можно всех усмирить и взять сразу троих к себе в команду.

### Baldur’s Gate II: Shadows of Amn
Во второй части Минск присоединяется к герою уже на первых этапах игры, когда тот «помогает» выбраться из клетки, выведя Минска из себя и заставив его тем самым сломать клетку. В ходе дальнейших приключений Минск находит себе новую ведьму — ей может стать либо эльфийка Аэри, либо, в случае её отсутствия в составе команды, Налия. Если ведьма оказывается убита, Минск впадает в неистовство берсерка.

### Baldur’s Gate II: Throne of Bhaal
В дополнении «Трон Баала» Минск продолжает играть ту же роль. В эпилоге рассказывается, что после победы над коварной Амелиссан и окончания событий, описанных в трилогии, Минск собирает собственный отряд под названием «Кулак справедливости» (англ. Justice Fist) и продолжает бороться со злом в Фэйруне.

### Baldur’s Gate III
Первая встреча с Минском происходит в третьем акте игре в банковском хранилище счетной палаты Врат Балдура. Будучи под влиянием личинки иллитидов и иллюзии Джахейры, он совершает ограбление и скрывается в канализации. Если настоящая Джахейра жива и находится в отряде с главным героем, она попросит не убивать Минска, так как его еще можно вразумить. Протагонист может попросить Императора поработить личинку внутри Минска, хотя первый будет против этого. После успешного освобождения из-под влияния Абсолют, Минск попросит проследовать за ним в поисках его хомяка Бу.
В эпилоге, в случае поражения старшего мозга, Минск предложит посетить таверны Врат Балдура и напиться.

## D&D характеристика
- Раса: человек
- Пол: мужской
- Класс: следопыт
- Уровень: 7
- Мировоззрение: хаотично-добрый

Сила: 18/93, Ловкость: 15 (16 в BG2), Телосложение: 15 (16 в BG2), Интеллект: 08, Мудрость: 06, Харизма: 09
Всего очков: 71 (73 в BG2), Хитов: 69, THAC0: 12, Класс брони: базовый 08, после первой части 01
Скрытность: 35 %, Расовый враг: Вампиры, Число атак: 3/2, Репутация: (9), Сопротивление магии: 0 %.
Двуручный меч ++, Булава ++, Длинный лук ++, Двуручный бой ++
Минск являлся самым сильным смертным всей серии Baldur’s Gates (18/93). Сильнее него только Саревок (18/00) из Baldur’s Gates II: Throne of Baal, но к тому времени как Саревок становится доступен в качестве компаньона, обилие повышающих силу предметов делает эту разницу незначительной.
Если исходить из его атрибутов, у Минска недостаточно мудрости для того, чтобы стать следопытом, и даже если бы он смог им стать, он не смог бы творить никакие заклинания, потому что для этого нужно иметь мудрость минимум 10+ уровень заклинания (поэтому правила требуют, чтобы все следопыты имели мудрость как минимум 14). В игре низкое значение его мудрости обычно объясняется полученным им ранением в голову, а его успешное функционирование в качестве полноценного следопыта — влиянием Бу, который компенсирует недалёкость Минска своими развитыми интеллектом и интуицией.

## Критика
Журнал Empire поставил Минска и Бу на 11 место в списке 50 величайших персонажей компьютерных игр.